# تودوليلا
بلدية تودوليلا (بالإسبانية: Todolella)‏، هي إحدى بلديات مقاطعة كاستيلون التي تقع في منطقة بلنسية، في شرق إسبانيا.
يبلغ عدد سكانها 136 نسمة وفقاً لإحصائية سنة (2017م).

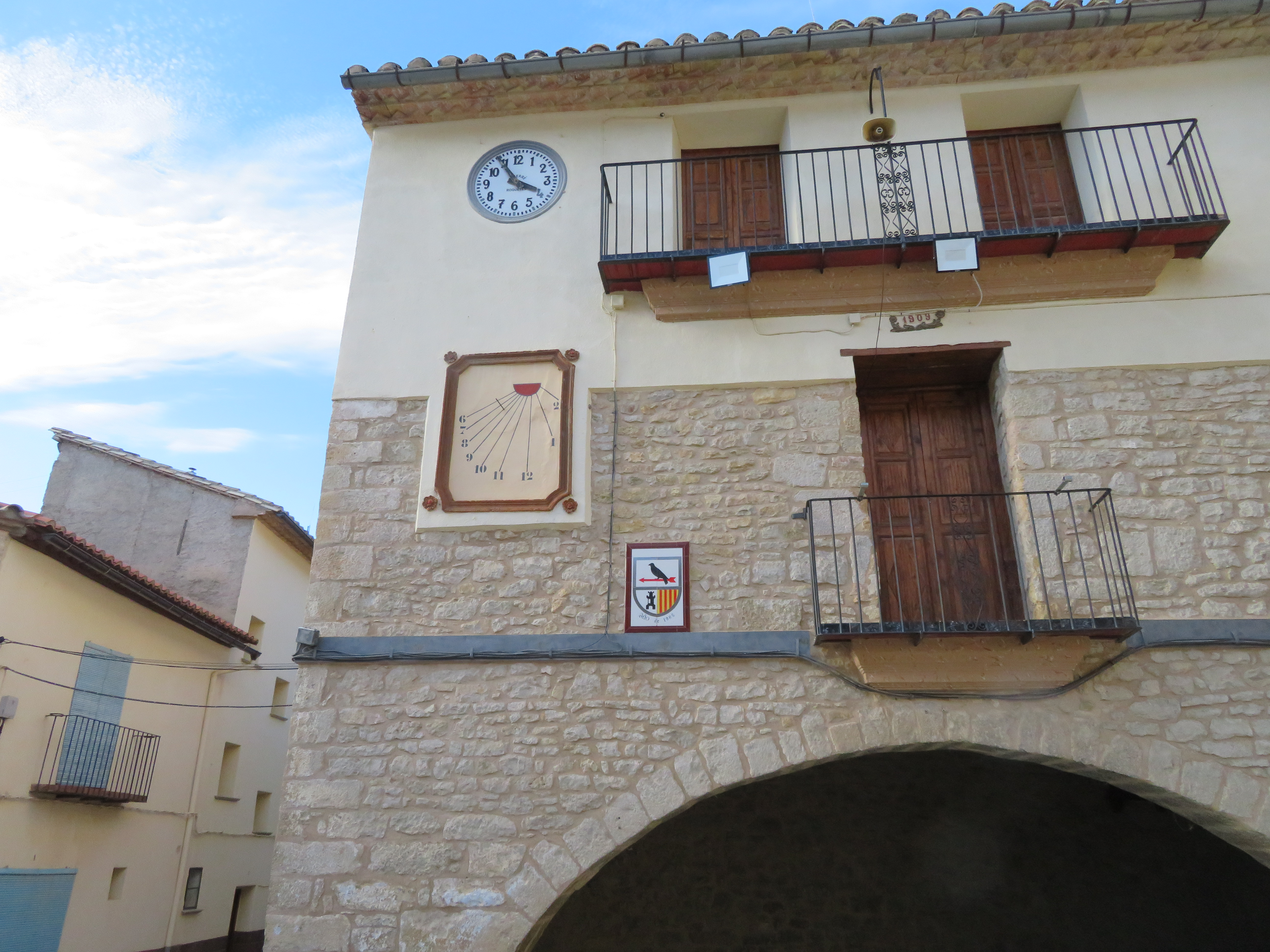
تودوليلا